# Comuna Boldurești, Nisporeni
Comuna Boldurești este o comună din raionul Nisporeni, Republica Moldova. Este formată din satele Boldurești (sat-reședință), Băcșeni și Chilișoaia.

## Geografie
Distanța directă până la Chișinău este de 90 km.

## Demografie
La recensământul din 2004 erau 4 235 de locuitori, dintre care 49,26% - bărbați și 50,74% - femei. Compoziția etnică a populației comunei: 98,18% - moldoveni, 0,35% - ucraineni, 0,26% - ruși, 0,02% - găgăuzi, 1,13% - țigani, 0,05% - alte etnii.
În comuna Boldurești au fost înregistrate 1.272 de gospodării casnice în anul 2004, iar mărimea medie a unei gospodării era de 3,3 persoane.
Conform datelor recensământului din 2014, comuna are o populație de 3 123 de locuitori.
În comuna Boldurești au fost înregistrate 1.104 de gospodării casnice în anul 2014.
| Grup etnic                    | Populație | % Procentaj |
| ----------------------------- | --------- | ----------- |
| Băștinași declarați Moldoveni | 3 014     | 96,6%       |
| Romi                          | 18        | 0,6%        |
| Români                        | 71        | 2,3%        |
| Alții                         | 20        | 0,5%        |
| Total                         | 3 123     | 100%        |

## Administrație și politică
Componența Consiliului local Boldurești (13 consilieri), ales la 5 noiembrie 2023, este următoarea:
|  | Partid                                       | Consilieri | Componență | Componență | Componență | Componență | Componență | Componență | Componență | Componență |
|  | -------------------------------------------- | ---------- | ---------- | ---------- | ---------- | ---------- | ---------- | ---------- | ---------- | ---------- |
|  | Partidul Social Democrat European            | 8          |            |            |            |            |            |            |            |            |
|  | Partidul Acțiune și Solidaritate             | 3          |            |            |            |            |            |            |            |            |
|  | Partidul Socialiștilor din Republica Moldova | 2          |            |            |            |            |            |            |            |            |